# 詹氏高䲁
詹氏高䲁（學名：Hypsoblennius jenkinsi），為輻鰭魚綱鳚形目䲁科高䲁屬的一種，分布於中東太平洋美國加利福尼亞州南部至墨西哥馬爾克斯港海域，深度1至21公尺，本魚體延長形，稍側扁，頭鈍短，頭頂無冠膜，後鼻孔有捲鬚，眼上方有1對多分枝的觸鬚，頸背無觸鬚，牙齒尖端鈍而扁平，單排，不能移動，兩側頜骨上均無後犬齒，頭部顏色淺淡，眼睛下方有2條細黑條，眼睛後面通常有一個深色新月形，身體呈斑駁的棕色，常帶有紅色，背鰭下有一連串短而暗的條紋，背部和肛門有輕微斑點，尾部有2條暗淡的條紋，胸鰭基部有深色污點，背鰭硬棘11-13枚、背鰭軟條15-19枚、臀鰭硬棘2枚，臀鰭軟條15-20枚，體長可達13公分，壽命可達6年，棲息在沿海岩石區，通常躲在貽貝、管蟲的空殼中，雌魚產附著性卵，雄魚有護卵行為，生活習性不明。